# Zabijáci ze střední
Zabijáci ze střední (v originále Killer Bash) je kanadský hraný film z roku 2005, který režíroval David DeCoteau. Snímek měl světovou premiéru dne 1. března 2005.

## Děj
Před třiceti lety byl vysokoškolský student Robert Hyde zabit bratrstvem složeným z pěti studentů, kteří si říkali „Delta Boys“. Od té doby jeho duch bloumá kampusem a hledá příležitost k pomstě. Nyní přišla na univerzitu nová generace a synové jeho pěti vrahů opět tvoří bratrstvo. Robertův duch má plán, jak je všechny postupně zabít.
Poté, co ovládne mysl Becky Jekyllové, opomíjené dívky z kampusu, promění ji v krásnou dívku, která díky svému novému vzhledu konečně dokáže získat pozornost členů bratrstva.
Becky nemůže přijít na to, co se s ní děje. Když její nové schopnosti začnou postupně zabíjet členy bratrstva, má pocit, že zešílí.

## Obsazení
| Raquel Riskin     | Becky Jecky         |
| Cory Monteith     | Douglas Waylan Hart |
| Tara Wilson       | Krista              |
| Alicia Jones      | Nicki               |
| Lindsay Maxwell   | Viv                 |
| Lisa Marie Caruk  | Megan               |
| Sebastian Stewart | Matt Kelly          |
| Caz Odin Darko    | Craig Grant         |
| Alex Caithness    | Derek Johnson       |
| Aleks Holtz       | Sean Bradford       |
| Paula Shaw        | Janine J. Gordon    |
| Graham Wardle     | Robert Yorke Hyde   |
| Graham Kosakoski  | Brad Kelly          |
| Chad Rook         | Thomas Bradford     |
| Brandon Mills     | Chris Johnson       |
| Dave Cote         | Kevin Grant         |
| D'Arcy Henneberry | Steve Hart          |
| Paul Christie     | Janitor             |
| Emrey Wright      | Chad                |
| Greyston Holt     | Greg                |